# Ras El Aïn (kommun i Youssoufia)
Ras El Ain (franska: Ras El Ain (CR), Ras El Ain (Commune Rurale), arabiska: لخوالقة) är en kommun i Marocko.   Den ligger i provinsen Youssoufia och regionen Marrakech-Safi, 280 km sydväst om huvudstaden Rabat. Antalet invånare är 18 224.